# إيان نورث
إيان نورث (بالإنجليزية: Ian North)‏ هو عازف قيثارة ومغني أمريكي، ولد في 24 مارس 1952.

## وصلات خارجية
- إيان نورث على موقع ميوزك برينز (الإنجليزية)
- إيان نورث على موقع ديسكوغز (الإنجليزية)